# Sahil elmi
Sahil
Genre
Espèce
Sahil elmi, unique représentant du genre Sahil, est une espèce de scorpions de la famille des Buthidae.

## Répartition
Cette espèce est endémique du Somaliland en Somalie. Elle a été découverte dans les environs du village de Laas Dhuure.

## Description
Le mâle holotype mesure 28,38 mm

## Systématique et taxinomie
Cette espèce a été décrite par František Kovařík en 2024.
Ce genre a été décrit par Kovařík en 2024 dans la famille des Buthidae.

## Étymologie
Cette espèce est nommée en l'honneur de Hassan Sh Abdirahman Elmi.
Ce genre est nommé en référence à la région de découverte de son espèce type, le Sahil.

## Publication originale
- (en) František Kovařík, « Scorpions of the Horn of Africa (Arachnida, Scorpiones) Part XXXI. Two new genera from Somaliland: Sanaag gen. n. and Sahil gen. n. (Buthidae) », Euscorpius, États-Unis, no 386,‎ avril 2024, p. 1-11 (e-ISSN 1536-9307, lire en ligne, consulté le 15 juillet 2024).